# Parachordodes orientalis
Parachordodes orientalis är en tagelmaskart som beskrevs av Fukui och Inoué 1940. Parachordodes orientalis ingår i släktet Parachordodes och familjen Chordodidae. Inga underarter finns listade i Catalogue of Life.